# Šenčur
Šenčur là một khu tự quản (tiếng Slovenia: občine, số ít – občina) trong vùng Gorenjska của Slovenia. Šenčur có diện tích 40.3 km2, dân số là theo điều tra ngày 31 tháng 3 năm 2002 là 7491 người. Thủ phủ khu tự quản Šenčur đóng tại Šencur.